# Sune Andersson
Sune Isidor Andersson (Södertälje, 1921. február 22. – Solna község, 2002. április 29.) svéd válogatott labdarúgó, edző.
A svéd válogatott tagjaként részt vett az az 1948. évi nyári olimpiai játékokon és az 1950-es világbajnokságon.

## Sikerei, díjai

### Játékosként
- AIK Fotboll
  - Svéd kupa: 1949, 1950
- AS Roma
  - Seria B bajnok: 1951–52

### Válogatott
- Svédország
  - Olimpia bajnok: 1948